# 千曲川橋梁 (しなの鉄道線)
千曲川橋梁（ちくまがわきょうりょう）は、長野県千曲市 - 長野市の千曲川に架かるしなの鉄道線の橋長約460 m（メートル）のトラス橋・桁橋。屋代高校前駅 - 篠ノ井駅間に位置する。

## 概要
下り線
- 形式 - 鋼単純トラス橋4連+鋼単純鈑桁橋9連
- 橋長 - 457 m
  - 径間割 - 4×62.4 m + 8×22.3 m + 19.2 m
- 基礎 - 井筒基礎
- 施工 - 駒井鐵工所[注釈 1]・桜田機械工業[注釈 2]

上り線
- 形式 - 鋼単純下路トラス橋5連+鋼単純鈑桁橋3連
- 橋長 - 460 m
  - 径間割 - 68.4 m + 4×62.4 m + 2×45.5 m + 42 m
  - 最大支間長 - 68.0 m
- 総鋼重 - 1 241 t
- 施工 - 日本橋梁・日本車輌製造

## 歴史
1888年（明治21年）8月15日に官設鉄道として信越本線が開通する。この際単線の千曲川橋梁は錬鉄製のポーナル型下路トラス橋で橋長211.5 mであった。1919年（大正8年）にポニートラス橋3連などからなる新橋が完成し、旧橋は1925年（大正14年）に撤去された。
1961年（昭和36年）に再度架替され、現在の下り線となる橋梁が単線で架設され、複線化に伴って1974年（昭和49年）に上り線橋梁が架設された。
1997年（平成9年）10月1日に北陸新幹線の高崎 - 長野間の開業に伴い並行在来線となる信越本線の軽井沢 - 篠ノ井間がしなの鉄道に移管され、しなの鉄道線となった。